# Piet Blom

Piet Blom (8 de febrero de 1934, Ámsterdam – 8 de junio de 1999, Dinamarca) fue un arquitecto neerlandés.
Es conocido por sus Casas cubo («Kubuswoningen») construidas en Helmond hacia mediados de 1970, así como en Róterdam a principios de los años 1980. Estudió en la academia de arquitectos de Ámsterdam como estudiante de Aldo van Eyck. Es representante del estructuralismo arquitectónico.
Fue también el arquitecto del barrio o conjunto residencial de 184 viviendas llamado De Kasbah,en Hengelo, municipio de  los Países Bajos donde hay un museo dedicado a sus obras, que se inauguró en mayo de 2013

## Galería

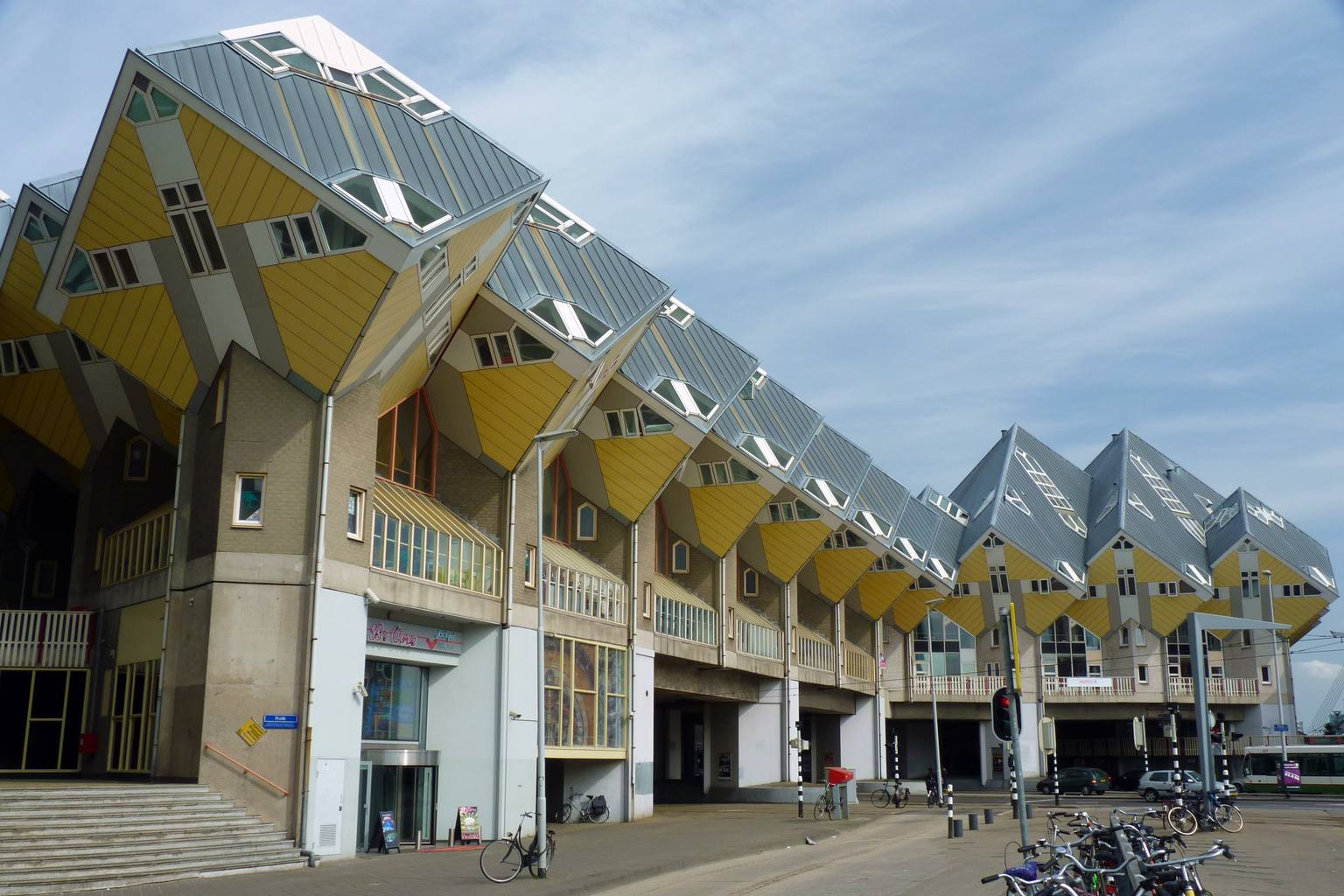
Kubuswoningen
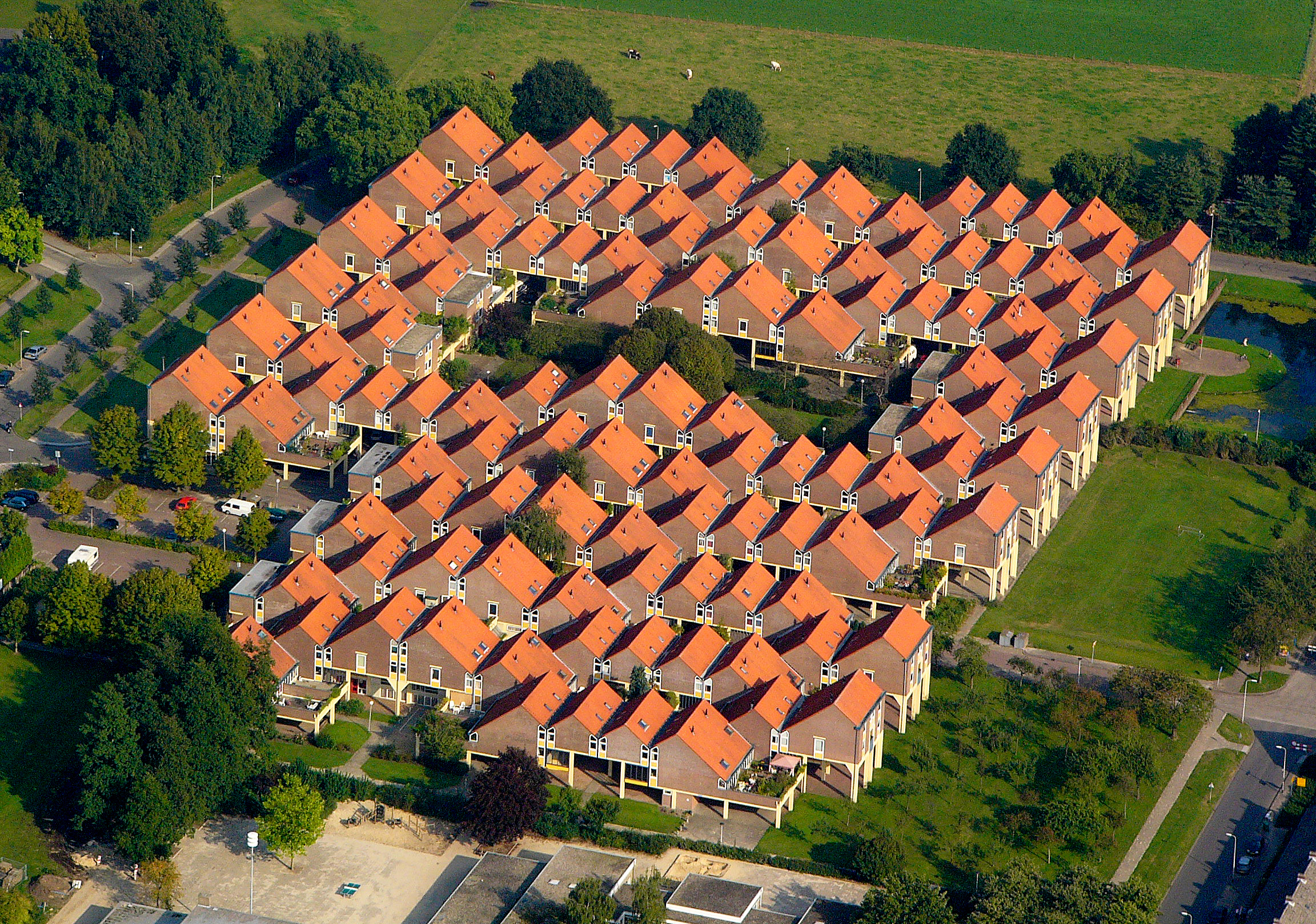
De Kasbah
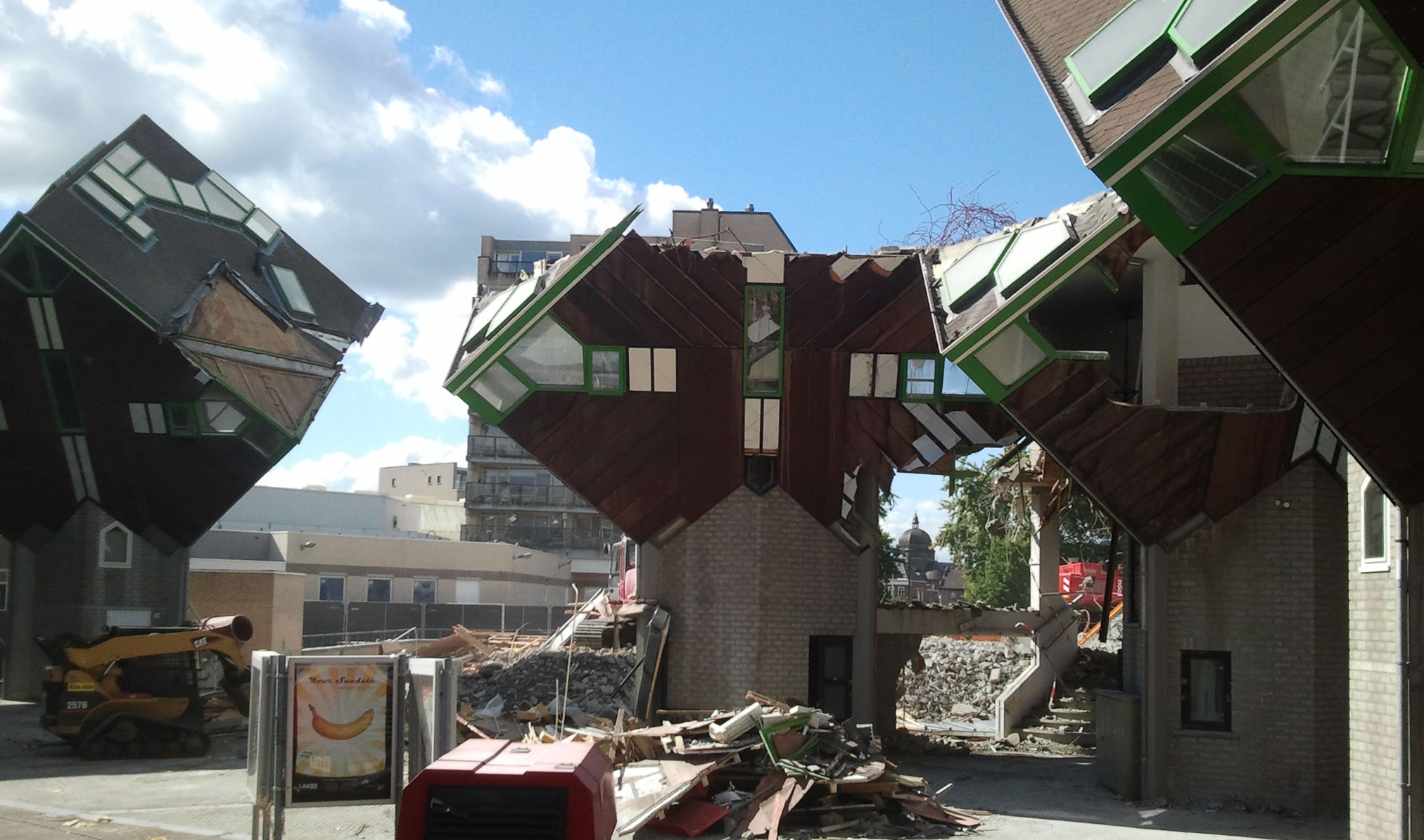
Teatro 't Speelhuis

- Datos: Q1397864
- Multimedia: Piet Blom / Q1397864